# بهشت گمشده

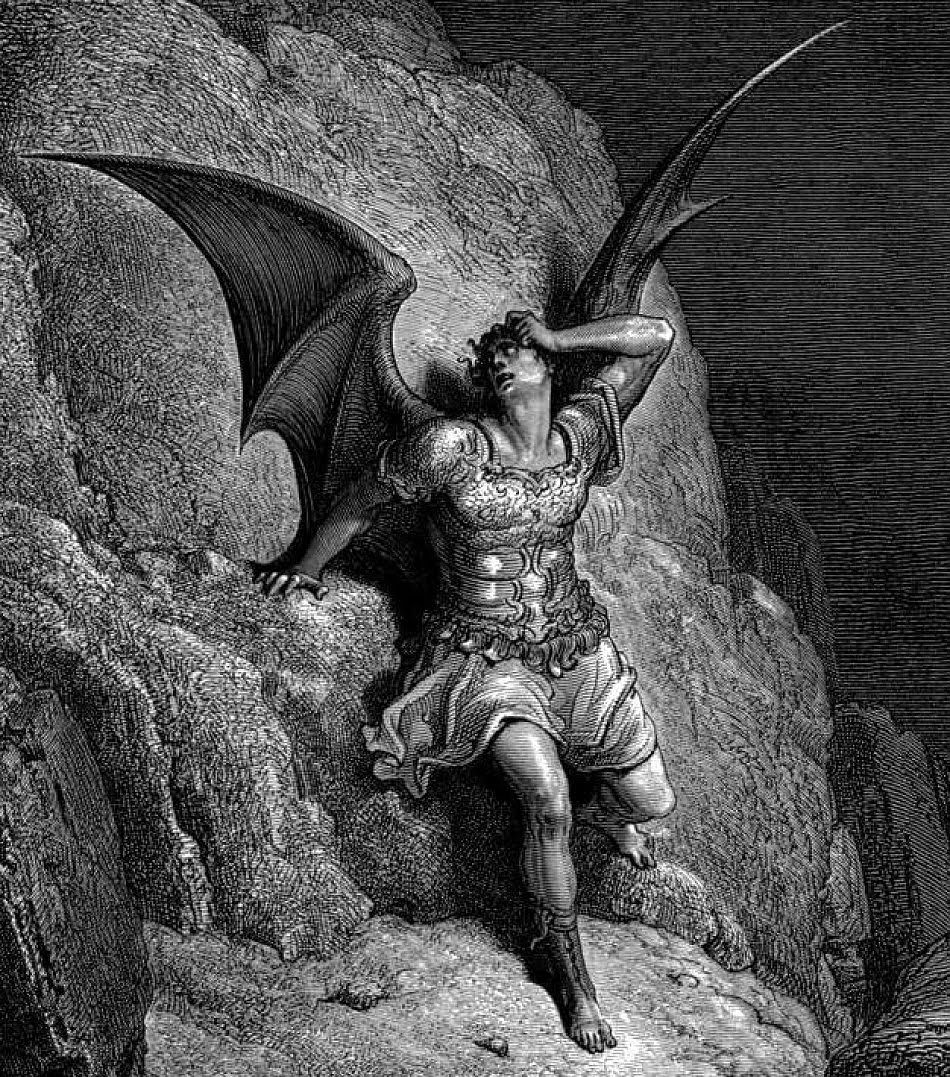
گوستاو دوره، نگاره‌ای از ابلیس، ضد قهرمان کتاب بهشت گمشده جان میلتون ۱۸۶۶

بهشت گمشده یا بهشت ازدست‌رفته نام اثری‌ست حماسی که توسط شاعر انگلیسی قرن هفدهم جان میلتون نوشته شده است. اولین چاپ این اثر در ده بخش و ده هزار بند مجزا در سال ۱۶۶۷ منتشر شد.
چاپ دوم کتاب که به نظم و قافیه در آن بیشتر توجه شده بود در دوازده بخش (به روش تقسیم‌بندی انه‌اید اثر ویرژیل) با بازنگری کلی و در سال ۱۶۷۴ منتشر شد.
میلتون در نیمه‌های نگاشتن این اثر بزرگ بینایی خود را بر اثر مطالعهٔ زیاد از دست داد و از آن پس آنچه را که در ذهنش بود برای دخترانش بازگو می‌کرد و آنان به نگاشتن آن همت می‌گماردند.

این حماسه روایت مسیحی‌ست از سقوط انسان: وسوسهٔ آدم و حوا توسط فرشتهٔ رانده از درگاه ابلیس و بیرون رانده شدن آنها از باغ عدن بهشت.
درونمایهٔ اصلی کتاب به نوشتهٔ میلتون توجیه راه و روش خداست نسبت به انسان؛ و روشن شدن گرفتاری بین بینش ابدی و لایزالی خداوندی و ارادی و اختیاری بودن سرنوشت انسان.
میلتون در این حماسه پاگانیسم و ادبیات کلاسیک یونانی و مسیحیت را با شعر در هم آمیخته است.

## خیر و شر در بهشت گمشده
از نظر میلتون شر وارد جهان شده است و اکنون در آن ساکن است؛ شر در تضاد با خیر قرار دارد، بااین‌حال مطیع آن است، چراکه خیر قدرتی مطلق بر کائنات دارد. در بررسی شر، میلتون چندان جایگاه والایی به شیطان نمی‌دهد و سعی نداشت او را هم، همچون شروری در واپسین پردهٔ یک کمدی، آخرالامر خیر جلوه دهد.
شیطان ـ با وجود شخصیت شگرفی که دارد ـ صرفاً یک شخصیت شاعرانه است و نه مرکز ثقل الهیات میلتون.
میلتون در بهشت گمشده قصد داشت جهان را همان‌گونه که هست به تصویر درآورد، با تمام سیاهی‌ها و تمام امیدش. این ایدهٔ اصلی شعر است؛  حکایت شاعر به او فرصت موسعی جهت طرح این ادعا داده که شر، خودتخریبگر است و خیر دائماً بر شر فائق می‌آید. اما این اعتقاد از این مرحله هم فراتر می‌رود. او باور داشت که در نظم کنونی، شر جایگاهی ضروری دارد.
پس از هبوط، آدم در مکاشفه‌ای آیندهٔ جهان را می‌بیند و با شرایط حیات بشر آشنا می‌شود. بار دیگر با خصیصهٔ خودتخریبگری شر مواجه می‌شویم.
قصد میلتون مداقه در منشأ شر و یا توجیه ورود آن به جهان نیست. دغدغهٔ او جهان به همان‌گونه که هست، است. او معتقد نیست که وجود جهانی دارای شرارت با خرَد و خیریت خدا ناسازگار است.
میلتون نمی‌توانست قدرتی الهی را تصور کند که قادر باشد آدمیان را به مدد تجربه خردمند سازد و به یاری سعی و توفیق کامیاب گرداند، مگر به‌واسطهٔ تماس و ارتباط با شر. بنابراین در اثر او، خدا با اجازه دادن به شیطان برای بیرون شدن از محبس خود در ظلمت مطلقِ مغاک و وارد شدن به جهان، به او مجال می‌دهد.

## ترجمه فارسی
۳۵۰ سال از انتشار داستان حماسی جان میلتون دربارهٔ سقوط انسان از آسمان و بهشت به زمین می‌گذرد، اما همچنان در میان مردم دنیا از محبوبیت فراوانی برخوردار است. تحقیقات نشان می‌دهد تعداد ترجمه‌هایی که از این اثر در طول ۳۰ سال گذشته انجام شده است نسبت به تعداد آن در ۳۰۰ سال اول انتشار کتاب نیز بیشتر است.
این کتاب در ایران با ترجمهٔ شجاع‌الدین شفا در نشر نخستین در سال ۱۳۷۹ و فریده مهدوی دامغانی در انتشارات تیر در سال ۱۳۸۱ منتشر شده است.

## یادداشت
1. ↑  https://www.ibna.ir/vdcayuneo49nwm1.k5k4.html